# Липпич

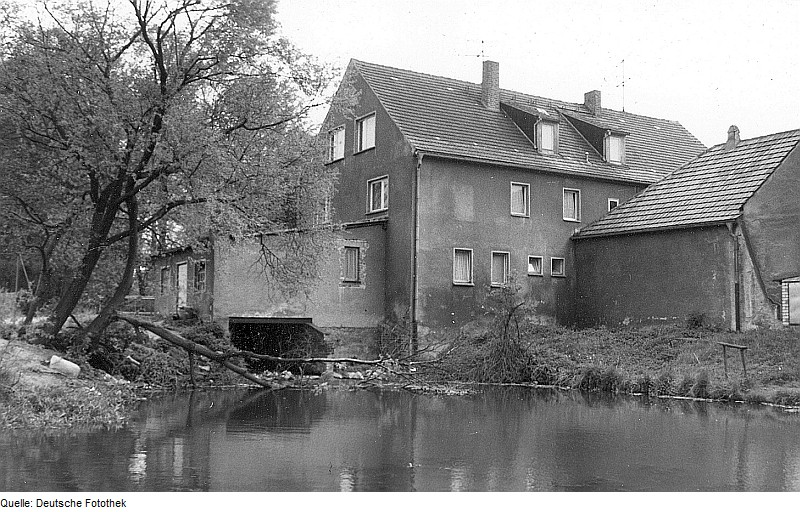
Мельница, фотография 1988 года

Ли́ппич или Ли́пич (нем. Lippitsch; в.-луж. Lipičо файле) — деревня в Верхней Лужице, Германия. Входит в состав коммуны Радибор района Баутцен в земле Саксония. Подчиняется административному округу Дрезден.

## География
Деревня расположена на южной окраине Минакальской пустоши в юго-западной части биосферного заповедника Пустоши и озёра Верхней Лужицы севернее от Будишина. По северной и восточной части деревни протекает река Кляйне-Шпрее, которая питает около десяти прудов на северной части населённого пункта. Севернее деревни начинается один из крупнейших необитаемых лесных массивов Верхней Лужицы площадью около 20 квадратных километров под названием «Driewitz-Milkeler Heiden».
Соседние деревни: на востоке — деревня Весель, на юго-востоке — деревни Гат и Минакал, на юго-западе — деревня Псове коммуны Кёнигсварта и на северо-западе — деревня Германецы коммуны Лоза.

## История
Впервые упоминается в 1350 году под наименованием Lyppitcz. После Венского конгресса 1815 года севернее деревни проходила граница между королевствами Саксония и Пруссия.
С 1977 по 1999 года входила в состав коммуны Милькель. С 1999 года входит в состав современной коммуны Радибор.
В настоящее время деревня входит в состав культурно-территориальной автономии «Лужицкая поселенческая область», на территории которой действуют законодательные акты земель Саксонии и Бранденбурга, содействующие сохранению лужицких языков и культуры лужичан.
Исторические немецкие наименования:
- Lyppitcz, 1350
- Lyppicz, 1353
- Lipisch ,1509
- Lyppatzsch, 1524
- Lippitzsch, 1528

## Население
Официальным языком в населённом пункте, помимо немецкого, является также верхнелужицкий язык.
Согласно статистическому сочинению «Dodawki k statisticy a etnografiji łužickich Serbow» Арношта Муки в 1884 году проживало 219 человек (из них — 206 серболужичан (94 %)).
Лужицкий демограф Арношт Черник в своём сочинении «Die Entwicklung der sorbischen Bevölkerung» указывает, что в 1956 году при общей численности в 295 человек серболужицкое население деревни составляло 63,7 % (из них верхнелужицким языком активно владело 128 человек, 14 — пассивно и 46 несовершеннолетних владели языком).
| 1834 | 1871 | 1890 | 1910 | 1925 | 1939 | 1946 | 1950 | 1964 | 2011 | 2016 |
| ---- | ---- | ---- | ---- | ---- | ---- | ---- | ---- | ---- | ---- | ---- |
| 192  | 229  | 251  | 244  | 230  | 209  | 261  | 290  | 275  | 185  | 197  |

## Достопримечательности
Памятники культуры и истории земли Саксония
- Усадьба, вторая половина XIX века (№ 09304047)
- Господский дом и фонтанная чаша в парке, вторая половина XVIII века (№ 09253237)
- Саксонско-Прусский дорожный указатель, 1828 год (№ 09305597)
- Саксонско-Прусский дорожный указатель, 1828 год (№ 09305602)
- Саксонско-Прусский дорожный указатель, 1828 год (№ 09305603)